# La cintura di castità (film 1949)
La cintura di castità è un film del 1949, diretto da Camillo Mastrocinque.

## Trama
In un castello sono ospiti di un duca alcuni attori. Accade che una preziosa cintura di castità, patrimonio della famiglia, sparisca ad opera di un ladro. Gli attori, guidati dall'intraprendente capocomico - che nel frattempo si innamora della figlia del duca - riescono a ritrovare il cimelio.

## Commento
Le coreografie del film furono curate da Gisa Geert. Iscritto al Pubblico registro cinematografico con il n. 852, incasso 98.500.000 lire. Sparita dalla circolazione, oggi la pellicola - una delle meno conosciute di Mastrocinque - è praticamente invedibile.